# Гранд Каньйон Скайвок

Гранд Каньйон Скайвок (англ. Grand Canyon Skywalk) — оглядовий майданчик, розташований в західній частині Великого каньйону, в штаті Аризона, США. Конструктивно є консольним мостом U-подібної форми зі скляною підлогою.
Скайвок побудовано над бічним відгалуженням Великого каньйону. Річка Колорадо, що тече в головній ущелині на 1100 метрів нижче оглядового майданчика, знаходиться в полі зору на відстані близько двох кілометрів. Відстань по вертикалі від скляної підлоги Скайвок безпосередньо до скель бічного каньйону під нею становить 219 метрів.
Об'єкт створено на території резервації індіанського племені валапаї за проєктом лас-вегаського архітектора Марка Росса Джонсона з компанії MRJ Architects на замовлення компанії Grand Canyon Skywalk Development. Його відкриття відбулося 28 березня 2007 року.

## Проєктування та будівництво
Ідея створення платформи над прірвою Великого каньйону належить підприємцю-девелоперу Девіду Цзиню, що певний час співпрацював з племенем валапаї в галузі туризму. За попередньою угодою, плем'я валапаї надавало компанії Цзиня Grand Canyon Skywalk Development ексклюзивні права на керування атракціоном та половину прибутку від експлуатації.

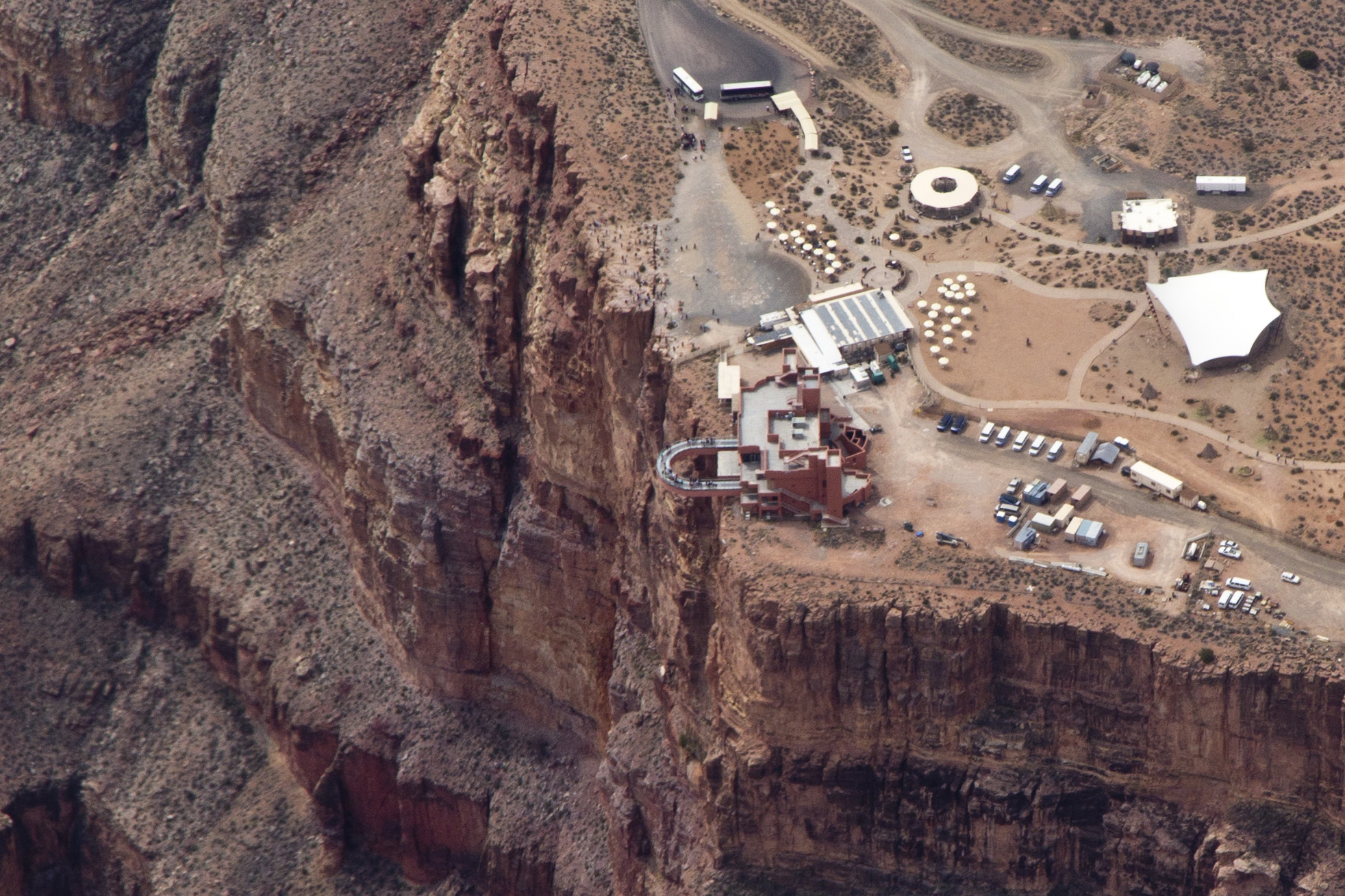
Вигляд Skywalk з повітря

Проєкт у 2005—2007 роках створено архітектором Марком Россом Джонсоном (MRJ Architects, Лас-Вегас) і Lochsa Engineering (Лас-Вегас). Канадська компанія RWDI здійснила вимірювання та розрахунки можливих вібрацій.
Загальна ширина конструкції Скайвок становить 20 м, а довжина — 21 м. Ширина доріжки між двометровими скляними бар'єрами огорожі становить 3 м. Зовнішні та внутрішні балки мостової конструкції з перетином 810 мм × 1800 мм, підтримуються вісьмома стійками 810 мм × 810 мм, по чотири з кожного боку. Вісім стійок закріплені парами на чотирьох великих бетонних опорах, які, у свою чергу, прикріплені до скелі сталевими анкерами глибиною 14 м. Конструкційні сталеві елементи виготовлені Mark Steel (Юта).
Скляна підлога товщиною 7 см виготовлена з п'ятишарового скла особливої прозорості. Конструкція здатна витримати навантаження 488 кг/м², 8-бальний землетрус та вітер 160 км/год і обладнана демпферними пристроями для зниження впливу вібрацій. 46 скляних панелей підлоги створені в Німеччині компанією Saint Gobain, що спеціалізується на виробництві архітектурного конструкційного скла для унікальних будівельних об'єктів у всьому світі.
Загальна вага споруди близько 490 тонн, в тому числі 37 тонн скла та 453 тонни сталі. Хоча можливе розрахункове навантаження у 32 000 тонн, з метою безпеки на оглядовому майданчику одночасно перебувають лише 120 осіб.

## Екологічні питання
Відкриття Скайвок збільшило відвідування західної частини Великого каньйону з 300 до декількох тисяч осіб на день. Загальна чисельність відвідувачів з 2007 по 2018 рік становила 5 мільйонів осіб і швидко зростає, починаючи з 2015 року захід Каньйону відвідує мільйон осіб на рік. Це створює значне навантаження на довкілля.
Політика з охорони довкілля, яку запроваджує керівництво національного парку Гранд-Каньйон виключає можливість будівництво такої споруди в головній частині Великого каньйону. Ця територія, згідно з рішенням ЮНЕСКО, є об'єктом Світової спадщини.
З огляду на це Скайвок побудовано за межами національного парку, на території індіанської резервації. Племінні чиновники мають великі плани щодо розвитку туристичного об'єкта навколо Скайвок і сподіваються створити готелі, ресторани, поле для гольфу та казино. На їхню думку залучення туристів є найкращим способом розв'язання соціальних проблем резервації, 2000 мешканців якої борються з 50 % безробіттям, поширеним алкоголізмом та бідністю. Натомість захисники навколишнього середовища Аризони висловлюють стурбованість з приводу спотворення національного надбання, яким є природа Великого каньйону.

## Проблеми керування
Туризм є життєво важливим джерелом робочих місць і доходів племені валапаї. На думку керівництва племені, Девід Цзінь не виконав у повному обсязі взятих на себе зобов'язань з розвитку інфраструктури Скайвок і тому контроль над об'єктом перейшов до Ради племені валапаї. Очолювана Девідом Цзинєм Grand Canyon Skywalk Development подала 2011 року судовий позов з приводу спроби Ради племен відібрати ексклюзивні права керування атракціоном. За словами позивача, компанія витратила понад 25 мільйонів доларів на розробку, проєктування, будівництво і відкриття оглядового майданчика, комерційну вартість якого він оцінив у 100 мільйонів доларів. 2013 року Федеральний суд вирішив справу на користь Девіда Цзиня, зобов'язавши Раду племені сплатити на його користь 28,5 мільйонів доларів.

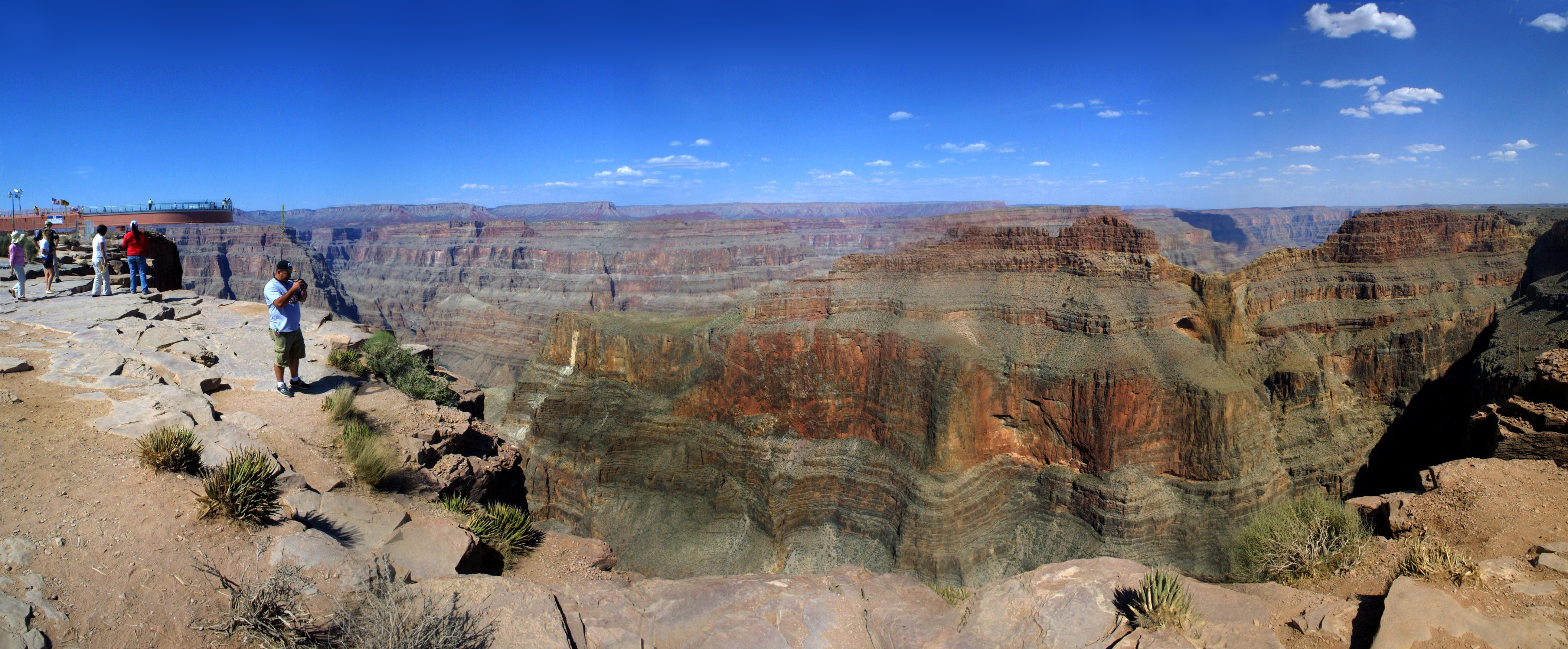
Скайвок (ліворуч) і панорама каньйону